# Zaragoza

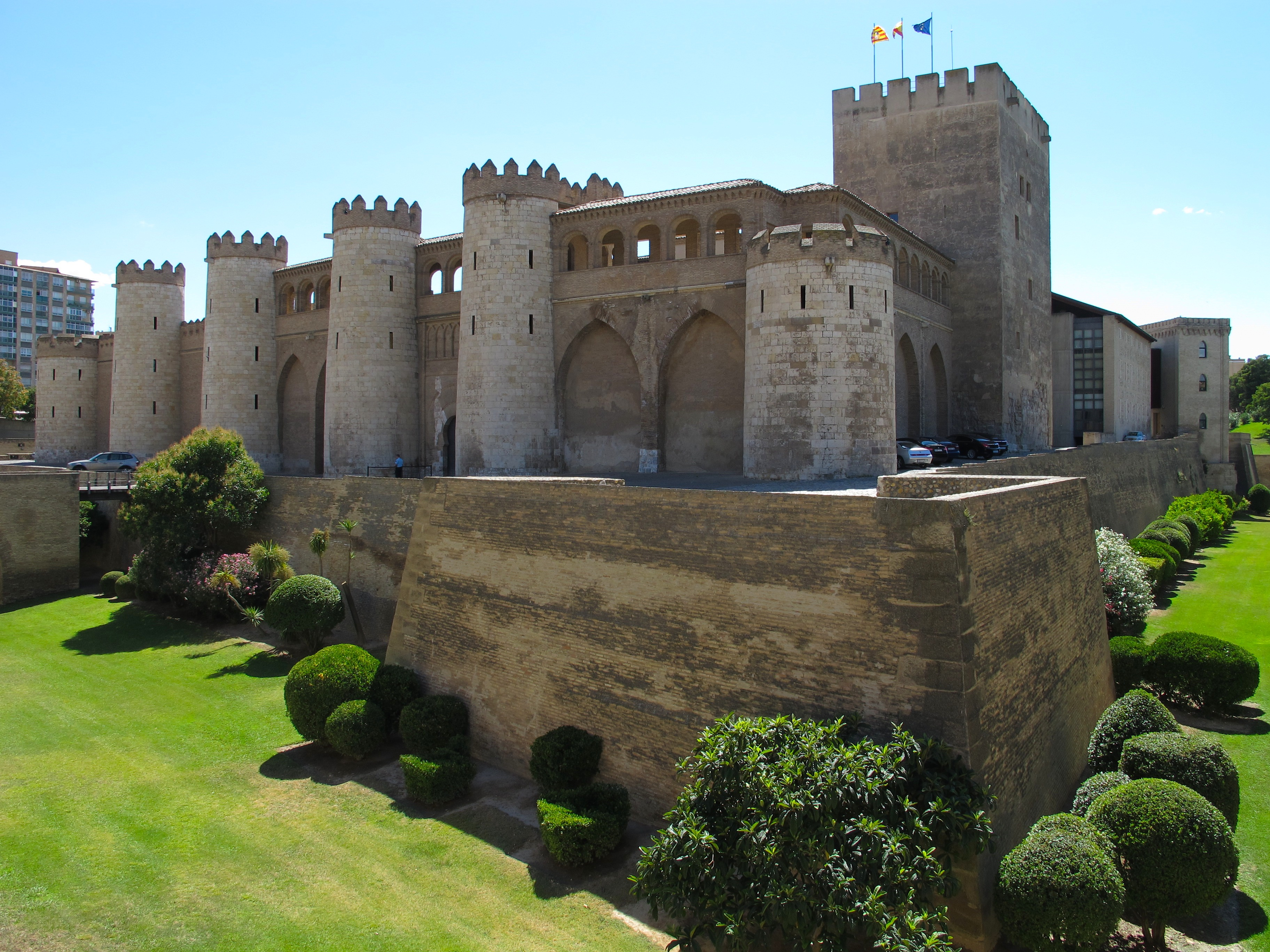
Palác Aljafería (11.–16. stol.)

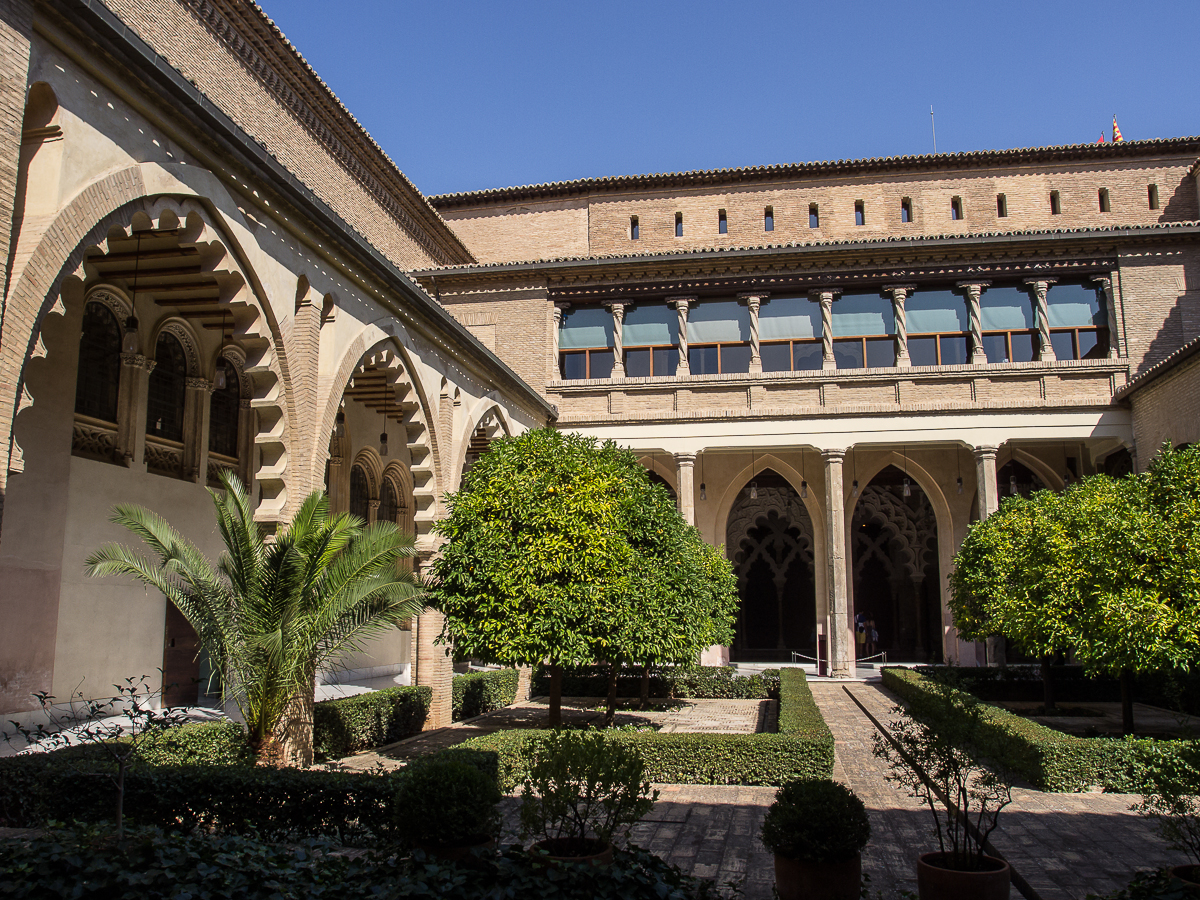
Palác Aljafería, Patio sv. Isabely

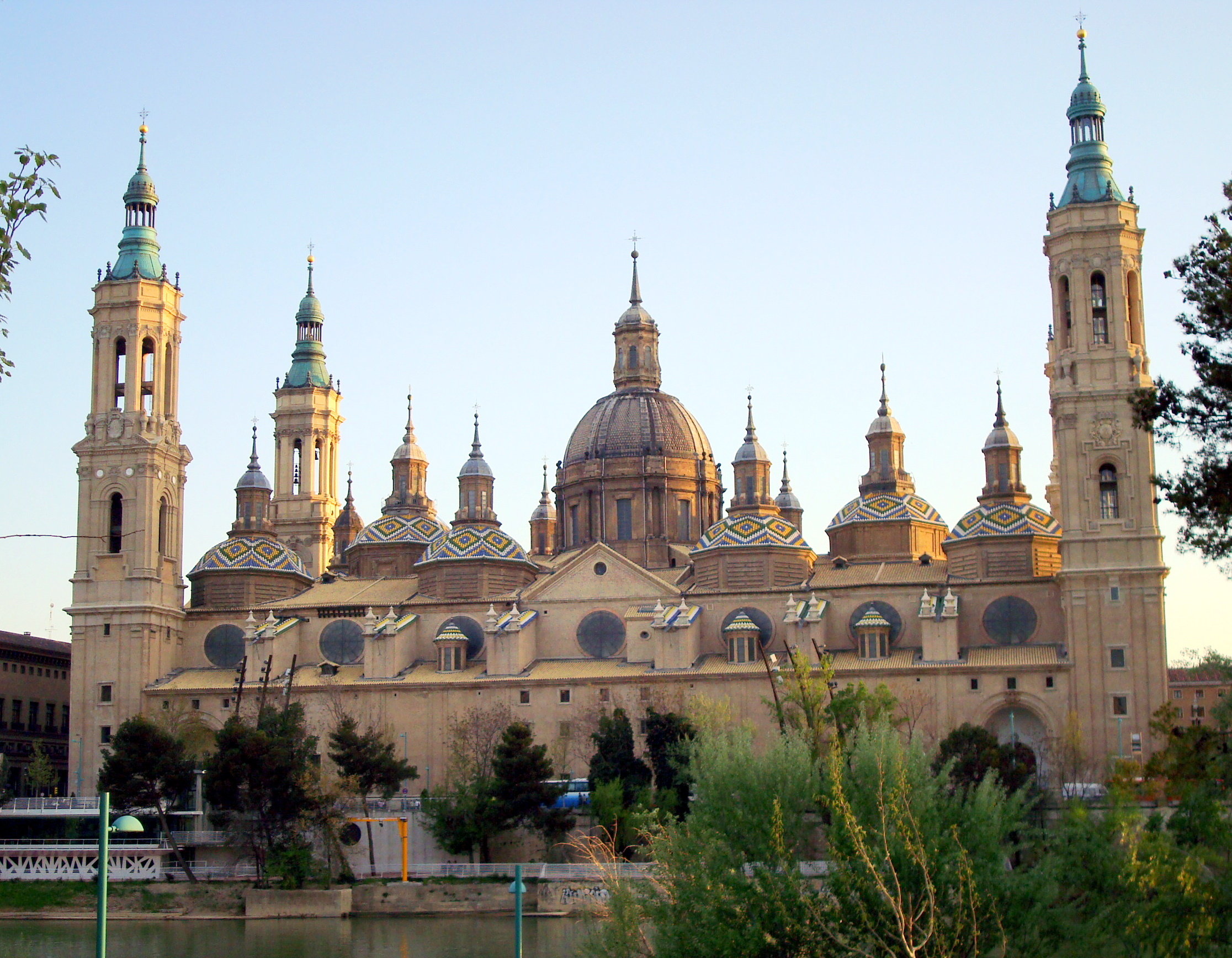
Katedrála S. Maria del Pilar

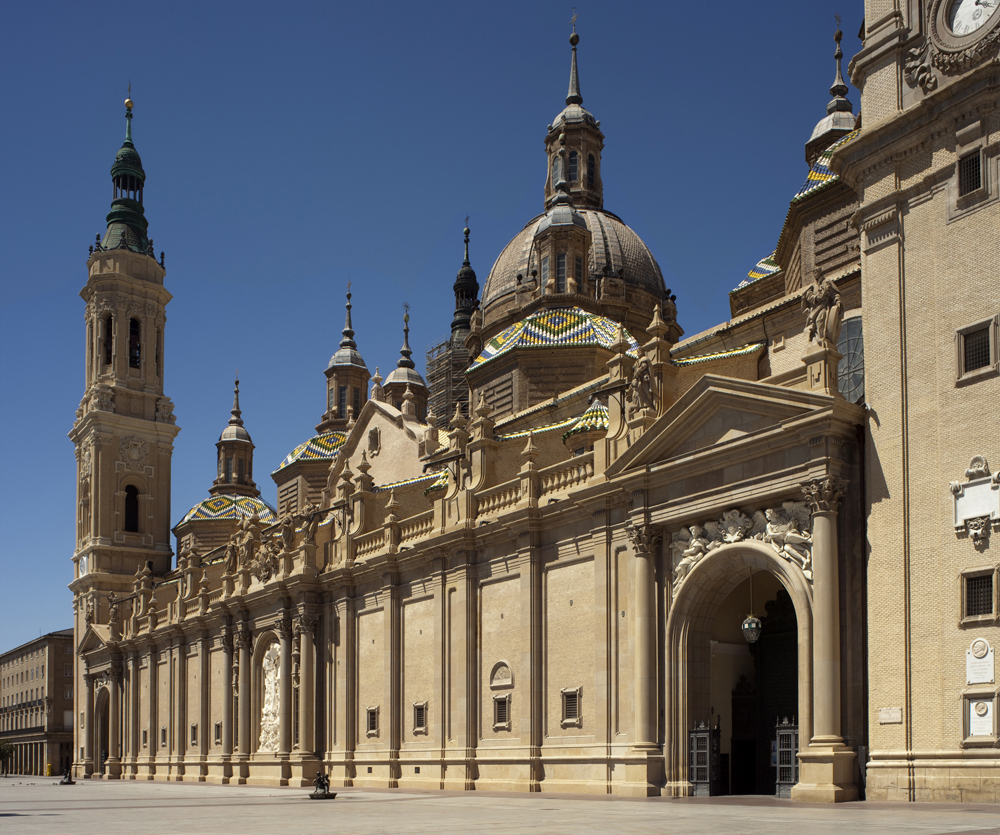
Katedrála, jižní průčelí

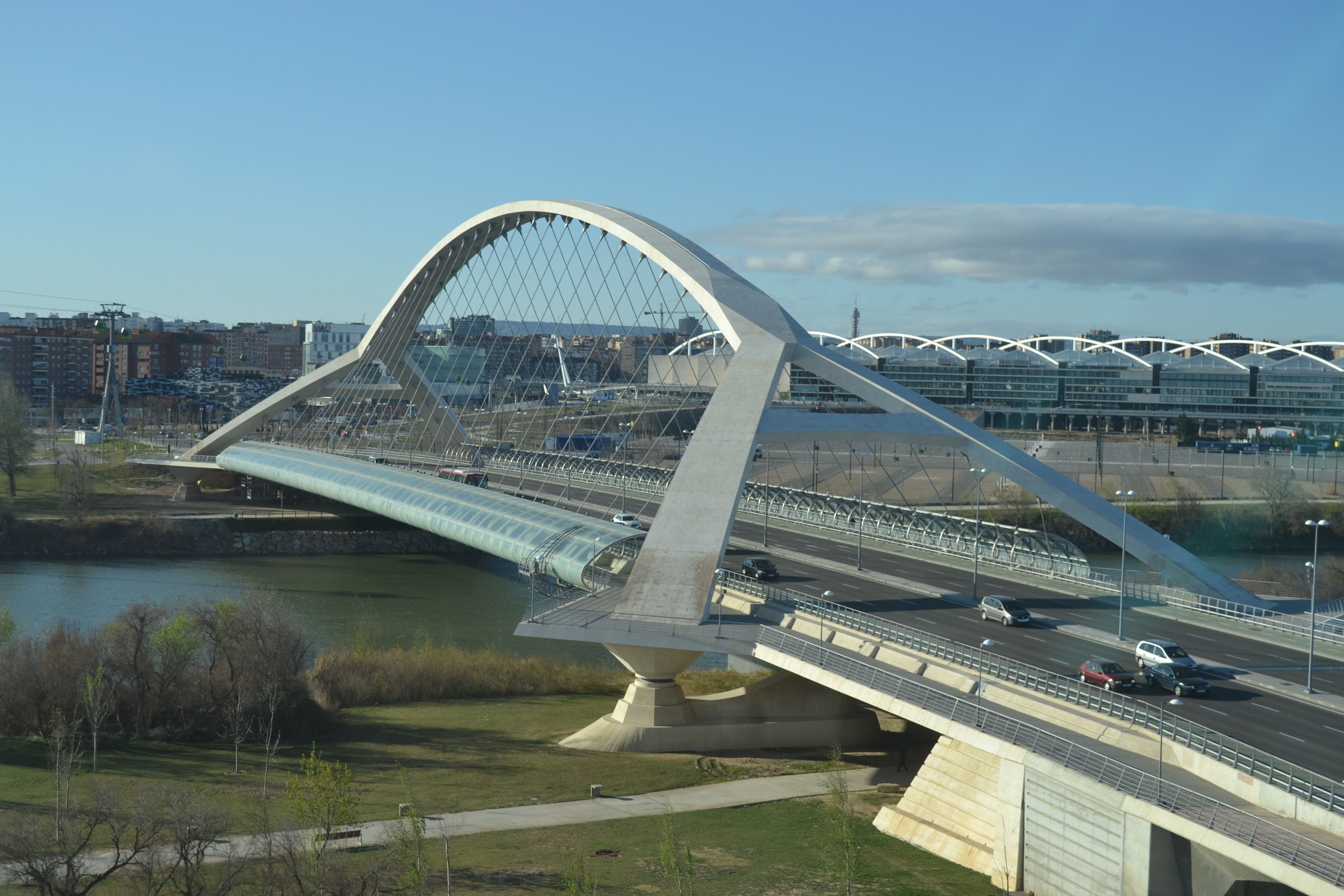
Most třetího tisíciletí (2008)

Zaragoza (katalánsky Saragossa, latinsky Caesaraugusta) je hlavním městem autonomního společenství Aragonie a provincie Zaragoza.
Leží na severovýchodě Španělska, na soutoku řeky Ebro s jejími přítoky Huerva a Gállego, téměř ve středu regionu v širokém údolí s různými terény od pouště (Los Monegros) k řídkým lesům a stepím.
Při sčítání lidu roce 2007 žilo v Zaragoze 667 034 obyvatel, což je víc než 50 % obyvatel Aragonie a páté místo mezi španělskými městy. Leží 200 metrů nad mořem a je křižovatkou mezi městy Madrid, Barcelona, Bilbao, Valencia a Toulouse; všechna tato města jsou od Zaragozy vzdálená přibližně 300 kilometrů. Roku 2008 hostila Zaragoza světovou výstavu Expo 2008 a roku 2011 byla řada zdejších stavebních památek zařazena do souboru Mudéjarská architektura v Aragonii jako součást světového dědictví.

## Historie
Město bylo založeno Římany v letech 24 až 12 př. n. l. na místě staršího sídliště Iberů a neslo jméno Colonia Caesaraugusta, z něhož se přes zkomolený arabský název Saraqusta vzniklo současné jméno. V roce 380 se v Zaragoze uskutečnil církevní sněm, který stanovil datum vánočního svátku na 25. prosinec. V letech 452 a 466 obsadily město germánské kmeny, roku 541 je marně obléhali Frankové. V 7. století se město díky několika vynikajícím biskupům kulturně velmi pozvedlo, ale v 8. století je dobyli severoafričtí muslimové a začlenili do Córdobského emirátu a později chalífátu. V dalších stoletích bylo baštou v boji proti křesťanským královstvím na severu Španělska, až se chalifát rozpadl a vznikla taifská království. Roku 1118 dobylo Zaragozu křesťanské království Aragón a z města se stalo hlavní město tohoto království.
Během Španělské války za nezávislost proti Napoleonovi byla Zaragoza od 15. června do 13. srpna 1808 neúspěšně obléhána. Od 21. prosince 1808 začalo další obléhání města, které skončilo 20. února 1809 jeho kapitulací.
V červnu 1936, na samém začátku občanské války, dal velitel místní policie obsadit strategicky důležitá místa a popravit 360 předáků stran Lidové fronty. V srpnu a září 1937 se republikáni pokoušeli Zaragozu dobýt, což by mělo nejen symbolický, ale také značný strategický význam. Nacionalistické posily z Pamplony tomu však zabránily. Během občanské války bylo na hřbitově popraveno nejméně 3543 osob, poslední masový hrob u hřbitovní zdi byl objeven roku 1979.
Roku 2004 rozhodl Mezinárodní úřad pro výstavnictví (BIE), že světová výstava Expo 2008 se bude konat v Zaragoze. Jejím hlavním tématem byla voda

## Hospodářství
V okolí Zaragozy je řada továren velkých evropských firem, například automobilky Opel a Peugeot, továrna firmy Bosch na domácí spotřebiče (BSH Electrodomestica) nebo španělského výrobce železničních vozů a rychlostních vlaků CAF.

## Doprava
Letiště Zaragoza (IATA kód ZAZ) má vojenskou a civilní část, kam létají levné společnosti a charterové lety. Zaragoza je jeden z nejdůležitějších železničních uzlů ve Španělsku a je křižovatkou dvou vysokorychlostních tratí, totiž Madrid – Barcelona a Zaragoza – Huesca. Cesta do Madridu trvá 75 minut, do Barcelony 90 minut. Pro Expo 2008 byla zřízena příměstská dráha, která v oblasti města jede v tunelu. Od roku 2011 je v provozu první tramvajová trať, která v centru jede na akumulátory, aby historické centrum nehyzdily troleje.

## Pamětihodnosti
V Zaragoze se prolíná historie a současnost, zejména v jejím historickém jádru. To se však pozvolna vylidňuje a chátrá, protože lidé se raději stěhují do pohodlnějších moderních čtvrtí.
- Symbolem města je katedrála Panny Marie na pilíři (Santa María del Pilar) z let 1681–1686, největší barokní stavba ve Španělsku o rozměrech 130 × 87 m s 11 kopulemi a se čtyřmi věžemi z 19. století. Název připomíná, že podle legendy se na tomto místě v roce 40 zjevila Panna Maria na vrcholu sloupu apoštolu Jakubovi, který podle této legendy přinesl do Španělska křesťanství. Nejstarší doložená stavba vznikla ve 4. století a byla přestavěna v románském i v gotickém slohu. Nynější stavba dostala klenby v 18. století a nástropní fresky namaloval Francisco Goya.
- Před katedrálou je podlouhlé náměstí Plaza del Pilar na místě římského fóra a na jihozápadním konci náměstí stojí pozdně gotická pětilodní Stará katedrála sv. Spasitele, Catedral de la Seo. Stojí na místě mešity ze 7. století, přestavěné v románském, gotickém (mudejárském) a renesančním slohu s barokními kaplemi. Části varhan sahají až do 15. století, arcibiskupské muzeum za katedrálou má rozsáhlou sbírku tapiserií.
- Burza (La Lonja) vedle katedrály Del Pilar z roku 1551 je prostorná hala s pozdně gotickou žebrovou klenbou.
- Kamenný most (Puente de Piedra) přes řeku Ebro z roku 1440 stojí blízko katedrály. Roku 1643 strhla povodeň dva oblouky a most byl obnoven roku 1659.
- Hrad či palác Aljaferíja stojí západně od historického centra, nedaleko nádraží Portillo. Je nejvýznamnější maurská stavba v severním Španělsku s několika paláci, dvory a patii, kterou dal postavit Abu Džafar al Muktavid v 11. století. Od roku 1118 byla sídlem aragonských králů, dnes je v ní muzeum a zasedá zde aragonský parlament.
- Památky z římské doby zahrnují rozsáhlé vykopávky včetně divadla a mohutné zbytky městských hradeb s baštami.
- Ve městě je řada renesančních a barokních paláců i měšťanských domů.
- Početná další muzea, například umělecko-historické Alma Mater naproti Staré katedrále, archeologické na Náměstí del Pilar nebo muzeum Francesca Goyi.
- Most třetího tisíciletí z roku 2008, betonový silniční most se šesti dopravními a dvěma cyklistickými pruhy a se zasklenou lávkou pro pěší stojí nedaleko historického centra

### Galerie

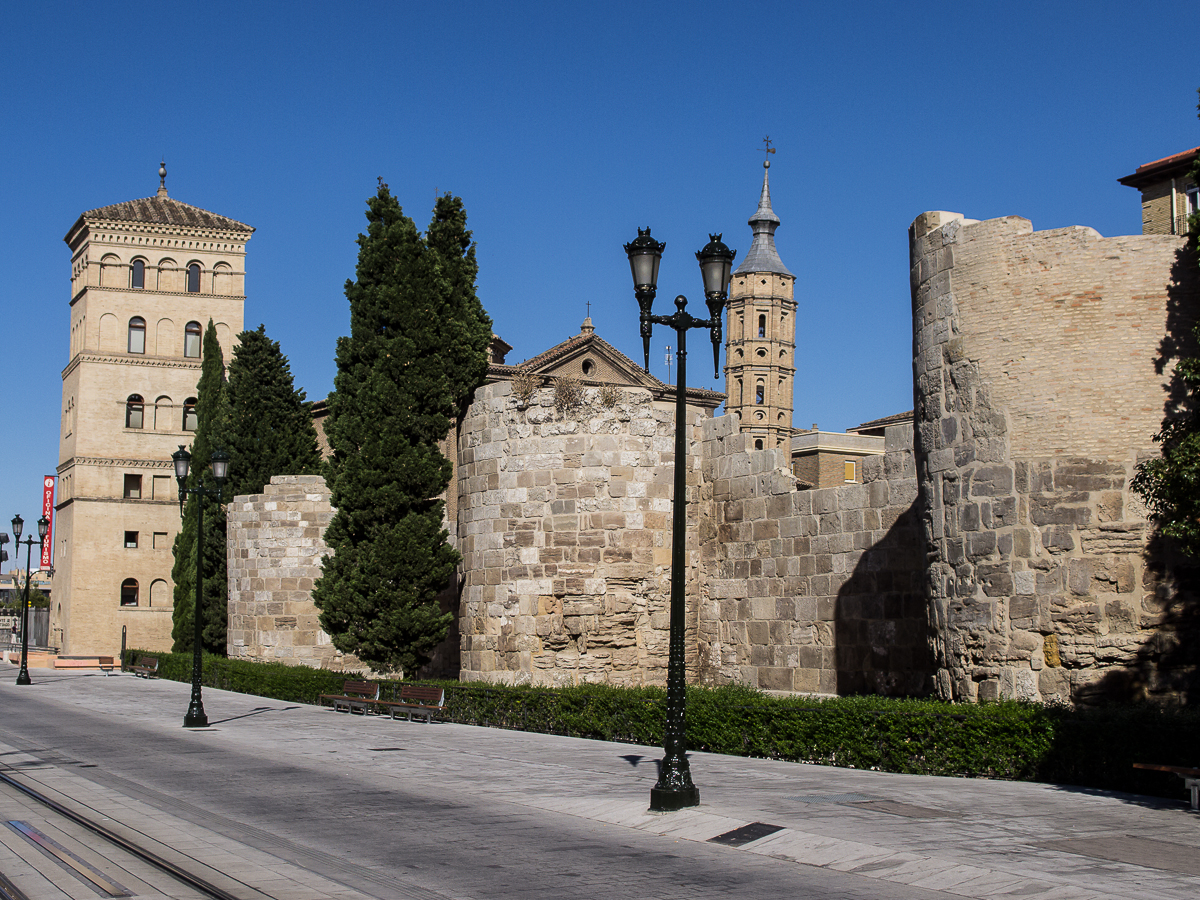
Římské hradby
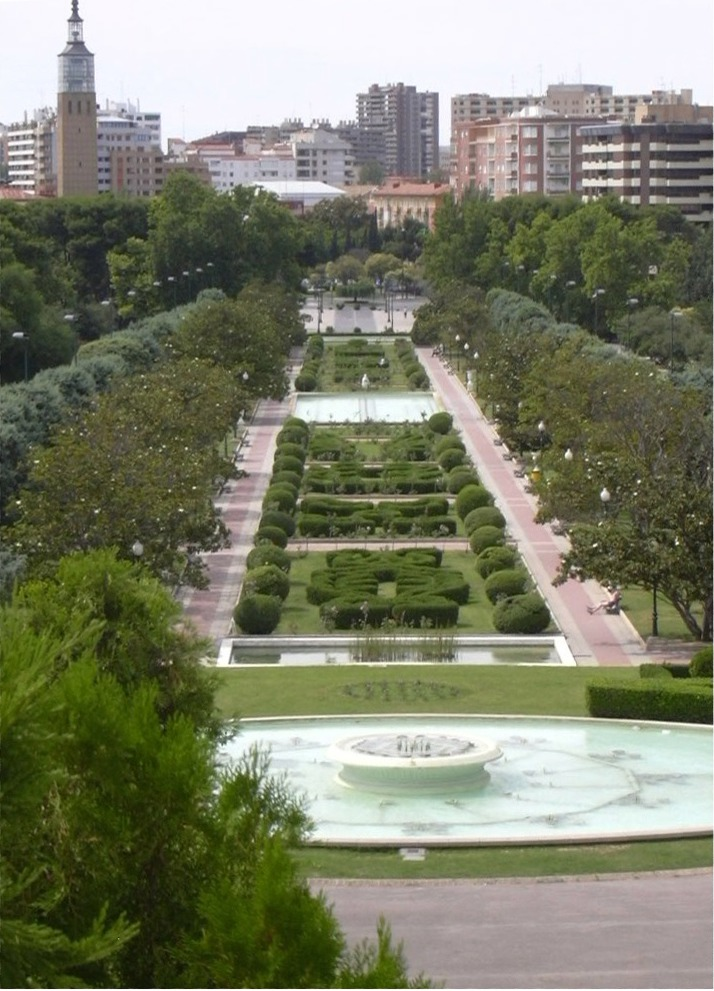
Parque grande
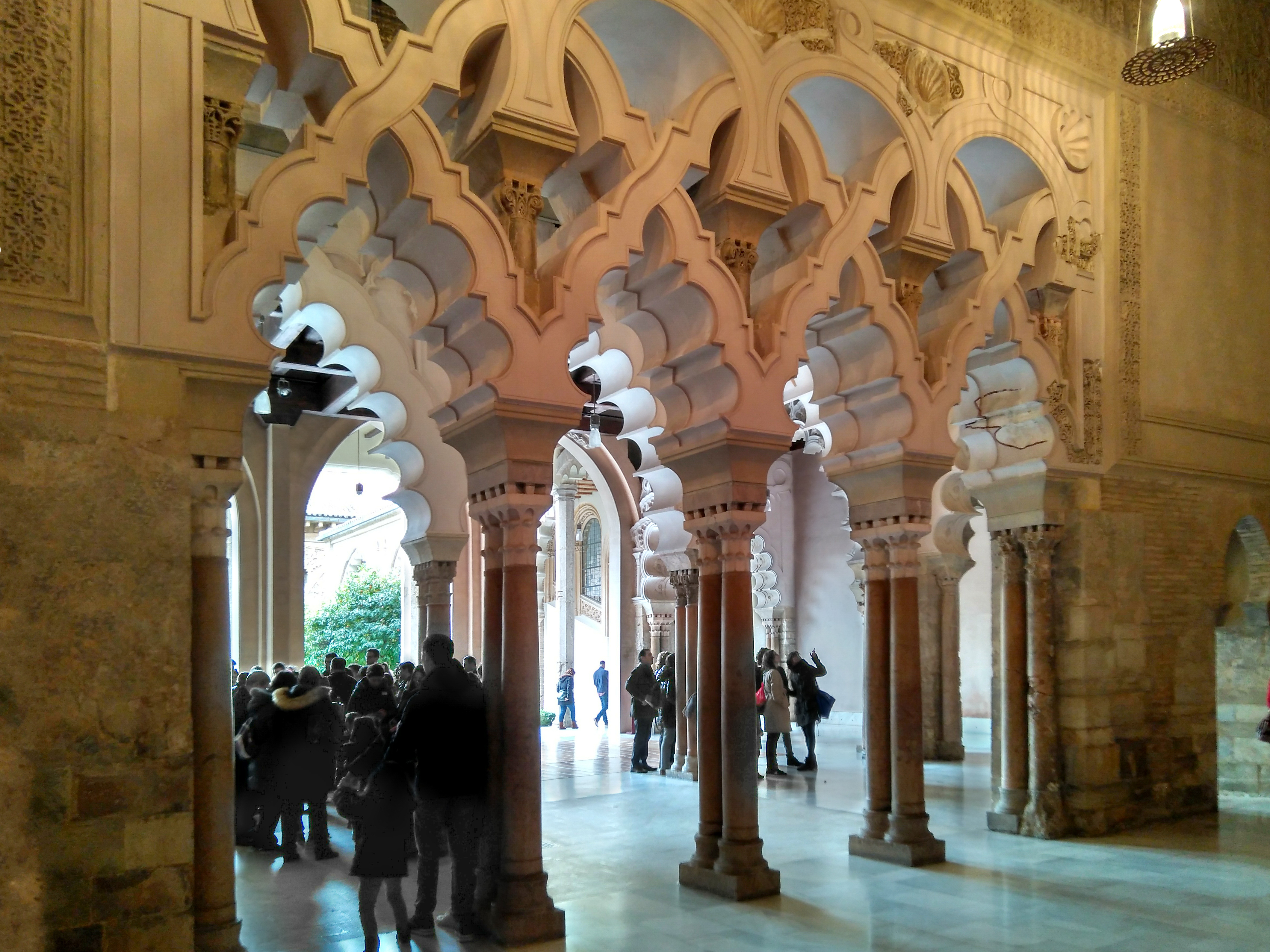
Aljaferia, Salon Dorado
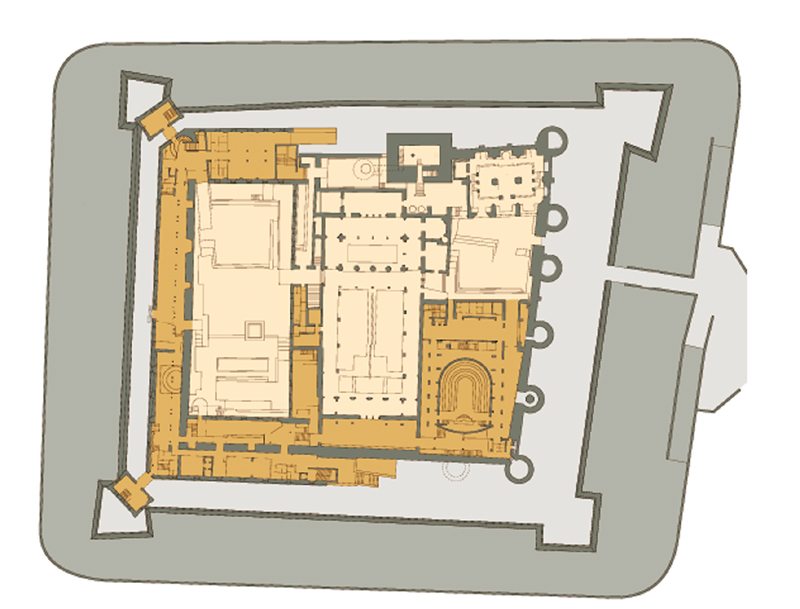
Aljaferia, půdorys
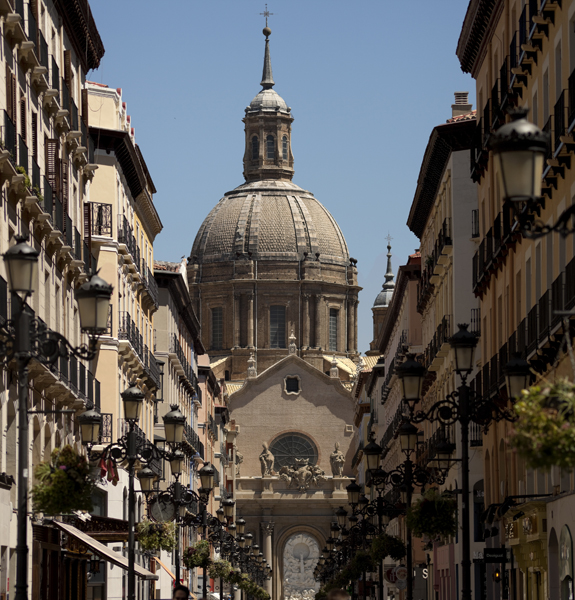
Ulice Alfonse I. a katedrála
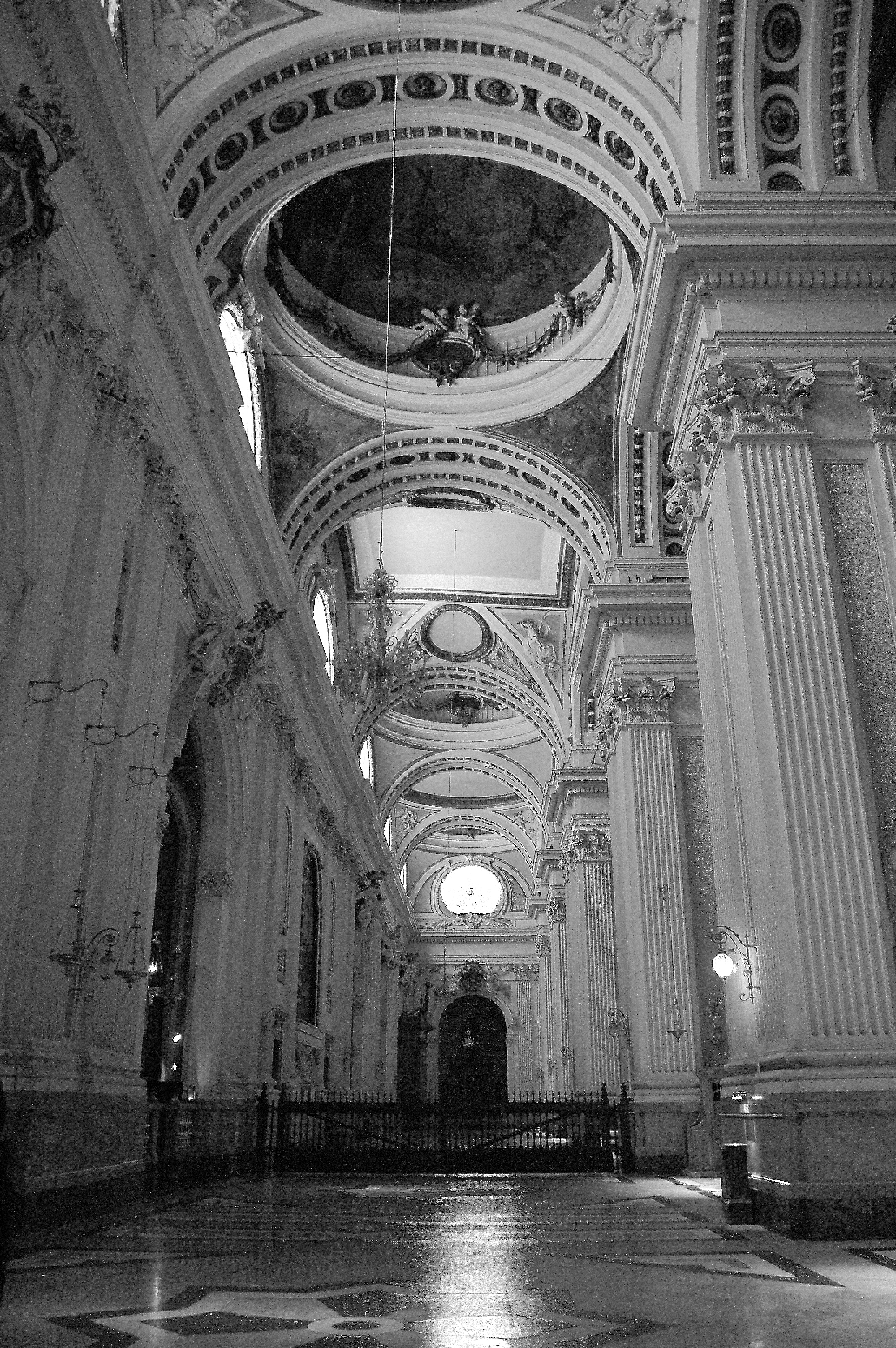
Katedrála del Pilar, Interiér
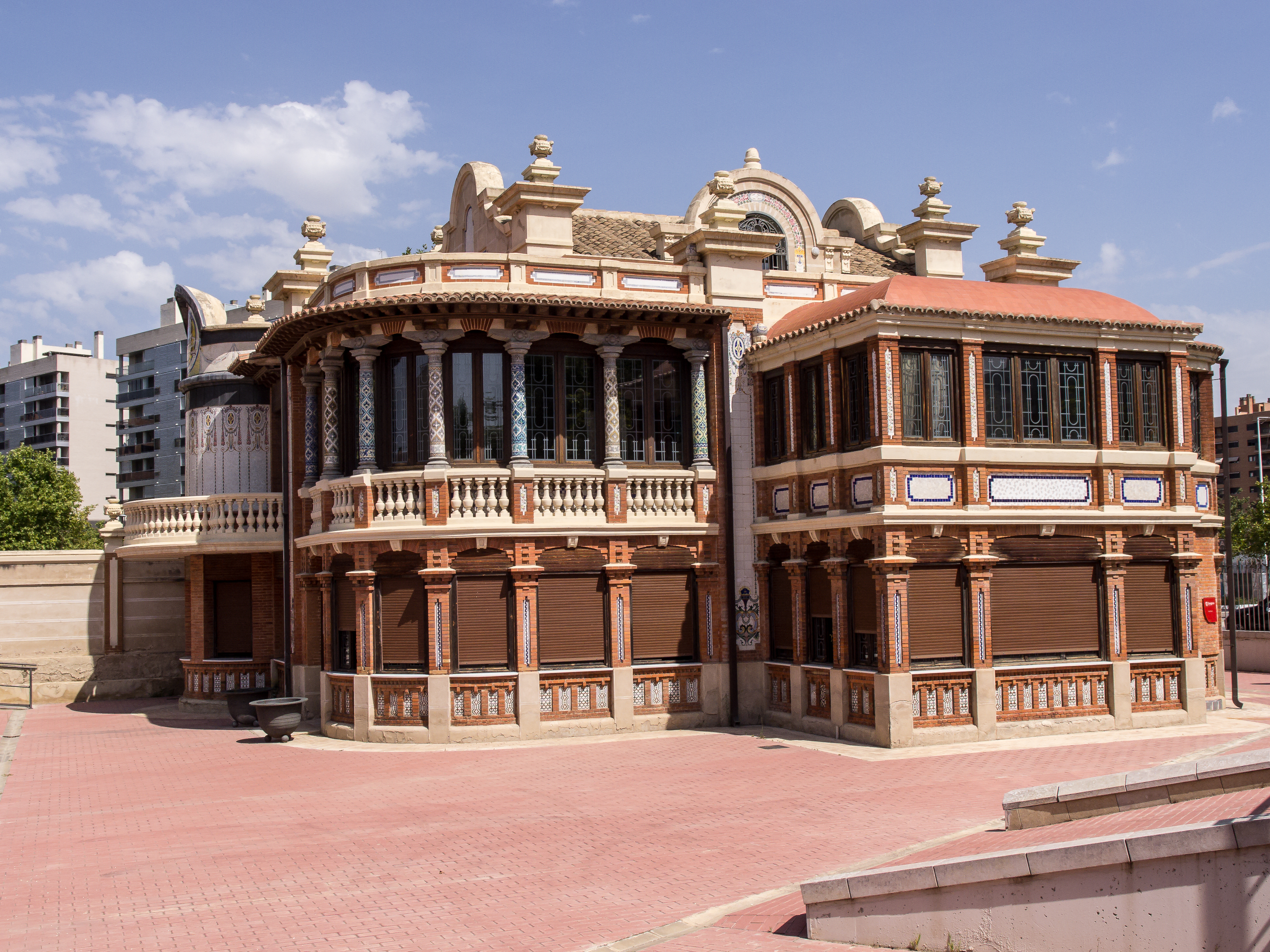
Palác Solaris
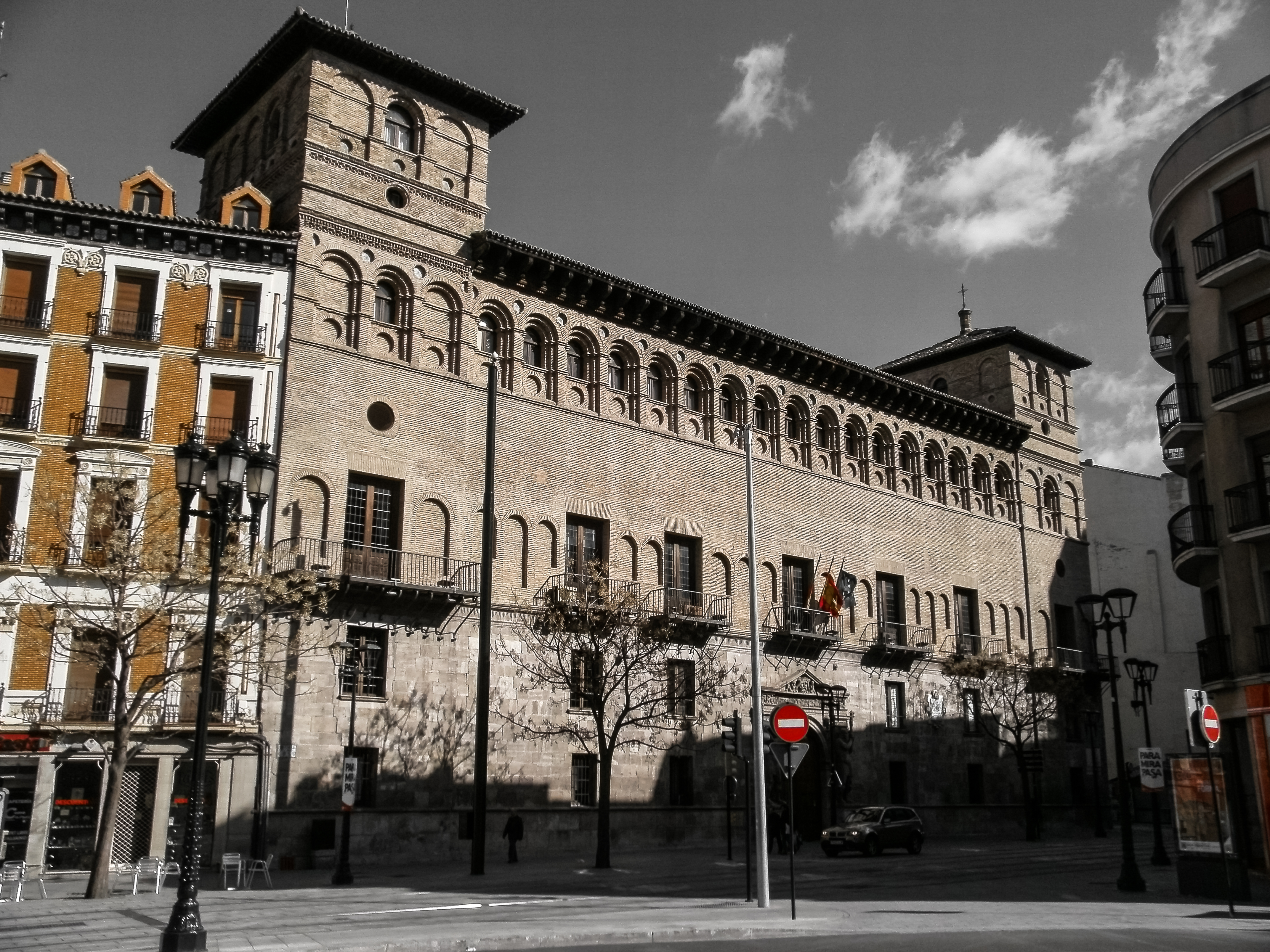
Palác hrabat de Luna

## Vývoj počtu obyvatel

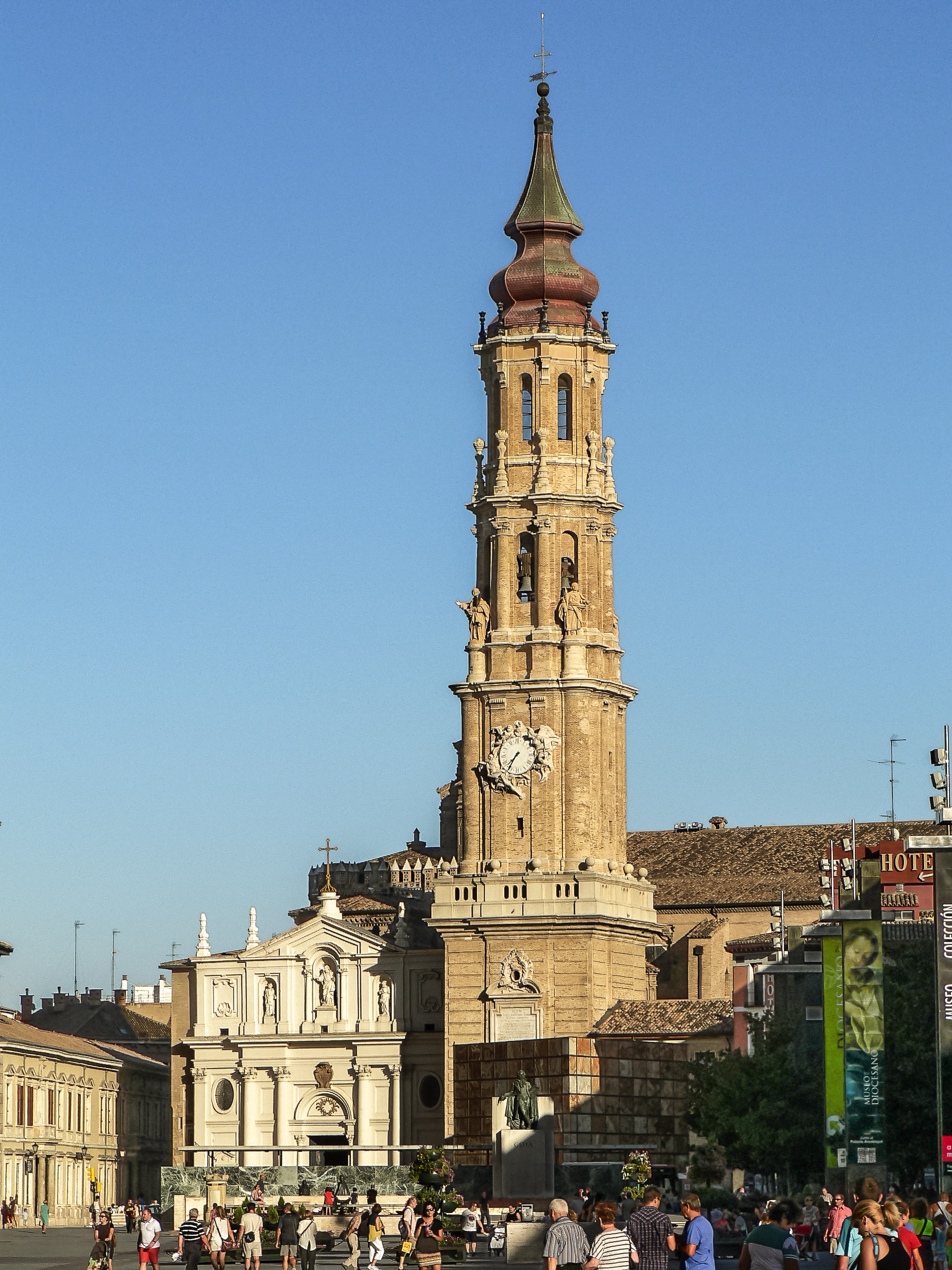
Stará katedrála (La Seo, 13.–18. století)

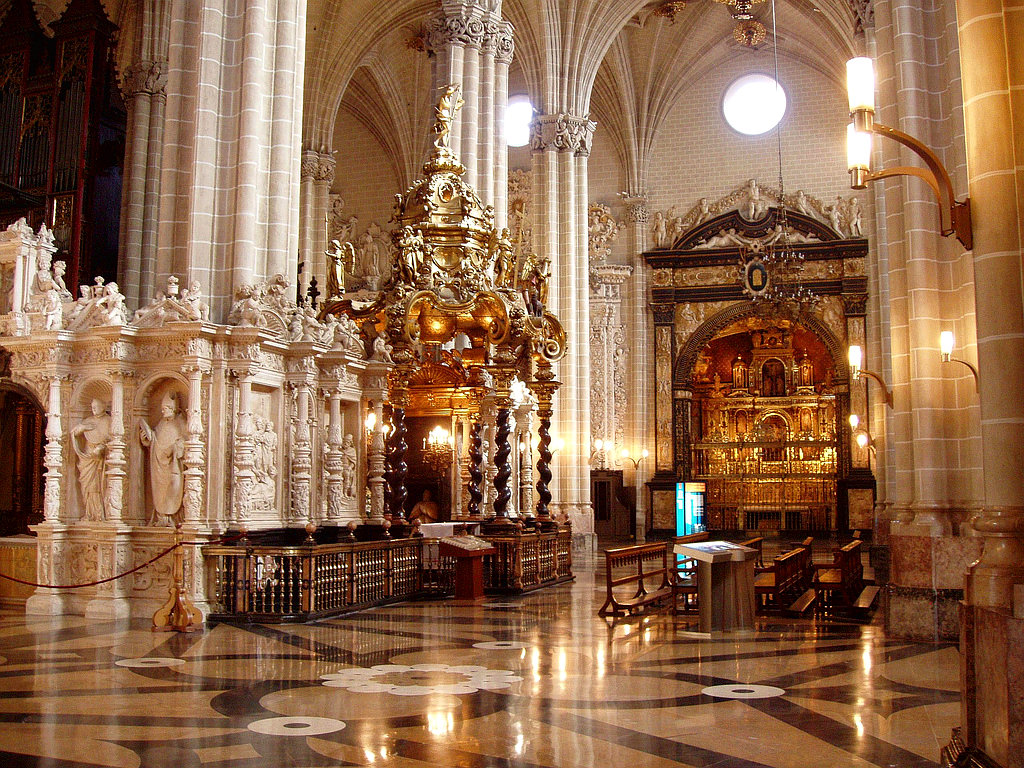
La Seo, interiér

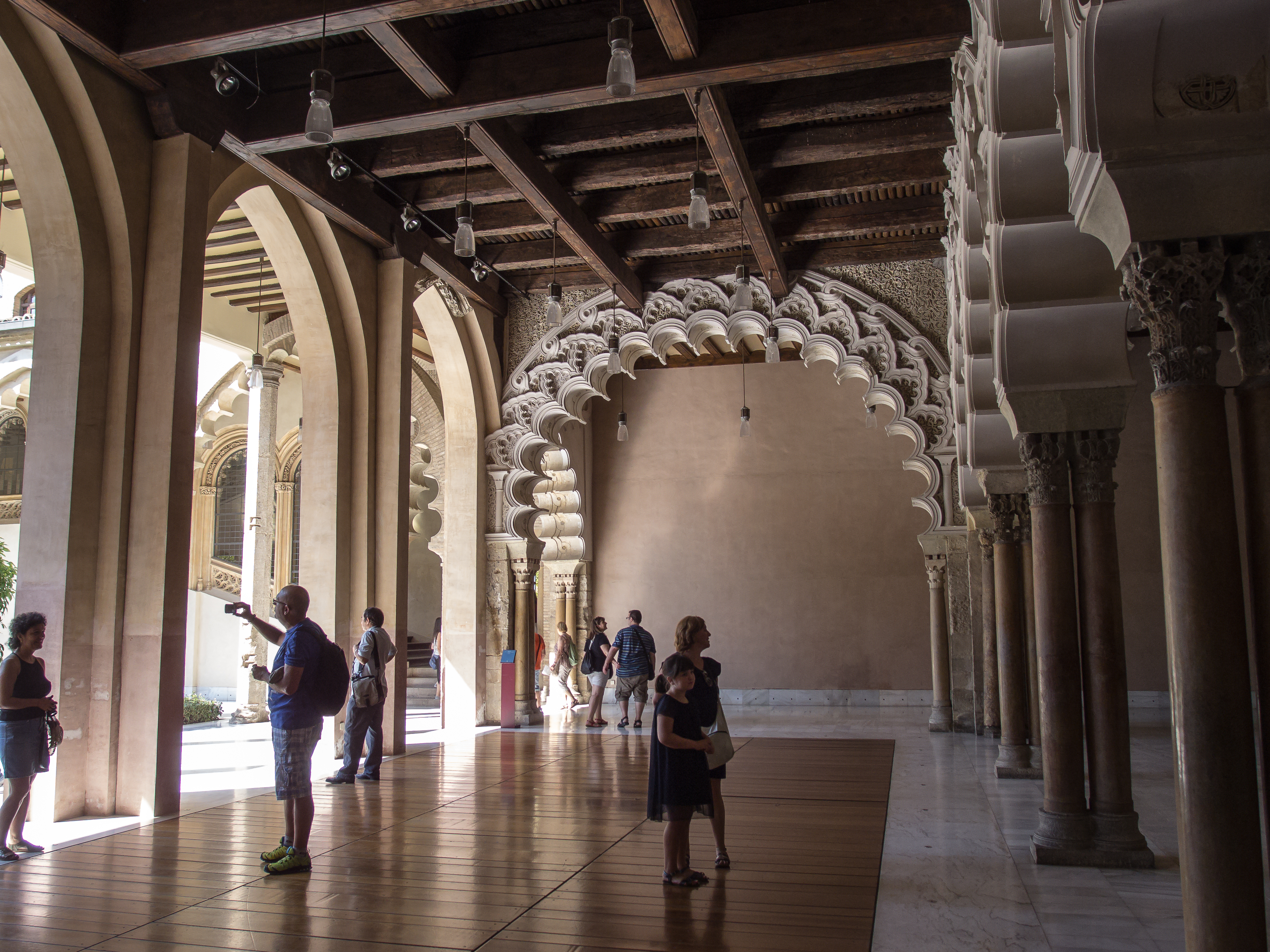
Palác Aljafería, interiér

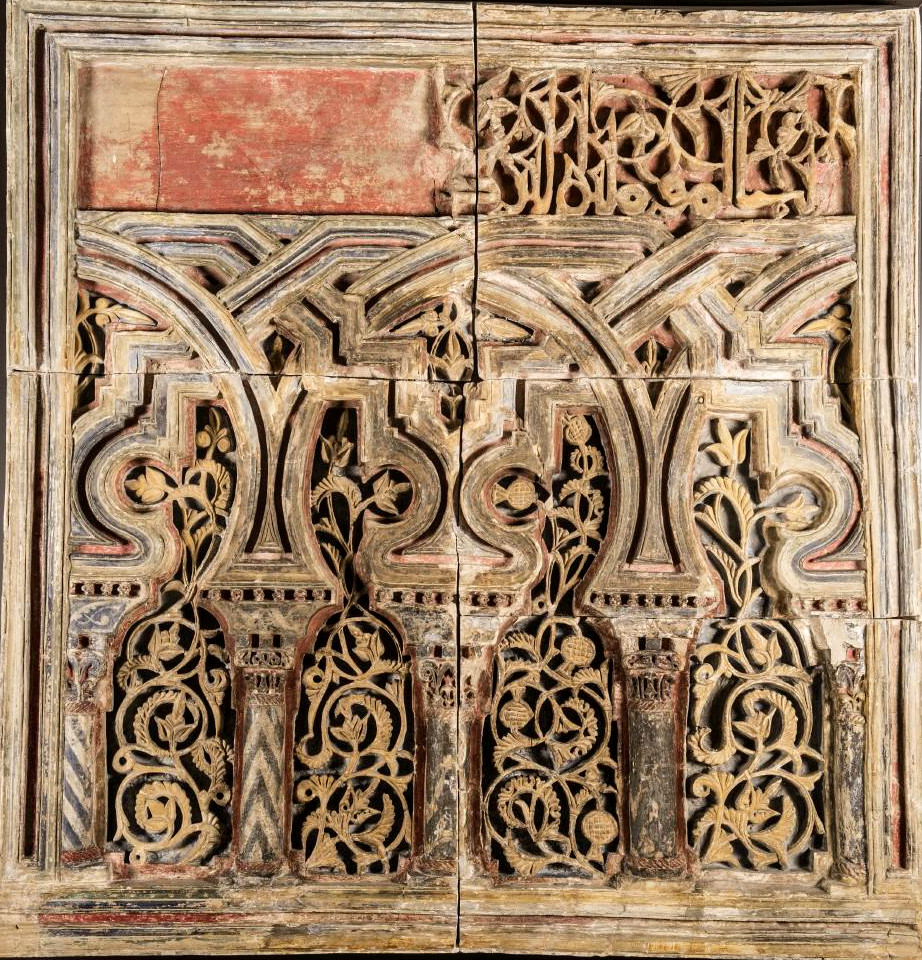
Palác Aljafería, výzdoba v Salon dorado

| Rok      | 1857   | 1900   | 1950    | 2000    | 2017    |
| Obyvatel | 63 399 | 99 118 | 264 256 | 604 629 | 664 938 |

## Státní správa

### Primátoři (podle Ústavy 1978)
| Legislatura | jméno                      | strana            |
| ----------- | -------------------------- | ----------------- |
| 1979–1983   | Ramón Sainz de Varanda     | PSOE              |
| 1983–1987   | Ramón Sainz de Varanda     | PSOE              |
| 1987–1991   | Antonio González Triviño   | PSOE              |
| 1991–1995   | Antonio González Triviño   | PSOE              |
| 1995–1999   | Luisa Fernanda Rudi Ubeda  | PP                |
| 1999–2000   | Luisa Fernanda Rudi Ubeda  | PP                |
| 2000–2003   | José Atarés Martínez       | PP                |
| 2003–2007   | Juan Alberto Belloch Julbe | PSOE              |
| 2007–2011   | Juan Alberto Belloch Julbe | PSOE              |
| 2011–2015   | Juan Alberto Belloch Julbe | PSOE              |
| 2015–2019   | Pedro Santisteve Roche     | Zaragoza en común |
| 2019–2023   | Jorge Azcón                | PP                |
| 2023–       | Natalia Chueca             | PP                |

## Sport
- Hlavní fotbalový klub, Real Zaragoza, hraje střídavě v lize a v divizi, jeho stadion pojme přes 34 tisíc diváků. V roce 1995 vyhrál Pohár vítězů pohárů UEFA
- Na atletickém mítinku v Zaragoze překonal 22. 5. 1983 Imrich Bugár jako první československý diskař hranici 70 metrů a vytvořil nový národní rekord výkonem 70,06 m.

## Partnerská města
- Atizapán de Zaragoza, Mexiko
- Betlém, Stát Palestina
- Biarritz, Francie
- Campinas, Brazílie
- Canfranc, Španělsko
- Coimbra, Portugalsko
- León, Nikaragua
- Mdina, Malta
- Móstoles, Španělsko
- Pau, Francie
- La Paz, Bolívie
- La Plata, Argentina
- Ponce, Portoriko
- Cúcuta, Kolumbie
- Skopje, Severní Makedonie
- Tchaj-čou, Čína
- Tijuana, Mexiko
- Yoro, Honduras
- Zamboanga, Filipíny
- Zaragoza, Salvador
- Zaragoza, Guatemala